# سامیت ایر
سامیت ایر (به انگلیسی: Summit Air) یک شرکت هواپیمایی است که در ۱۹۸۷ میلادی تأسیس شده‌است. دفتر مرکزی سامیت ایر در یلونایف، کانادا واقع شده‌است.